# Archibald Montgomerie (11e comte d'Eglinton)
Pour les articles homonymes, voir Archibald Montgomerie et Montgomerie.
Archibald Montgomerie, 11e comte d’Eglinton (18 mai 1726 - 30 octobre 1796) est un général écossais et un membre du Parlement britannique. Il est également le chef du clan Montgomery. Il combat dans la guerre de Sept Ans, où il sert avec George Washington. Il est également le patron du poète Robert Burns.

## Jeunesse
Archibald Montgomerie est né le 18 mai 1726, fils d'Alexander Montgomerie (9e comte d'Eglinton) et de sa troisième épouse, Susanna Kennedy . Il est l'un des vingt enfants du 9e comte. Il fait ses études au Collège d'Eton pendant son adolescence, puis va à Winchester College . À 13 ans, il rejoint l'armée .

## Carrière militaire
Après avoir rejoint l'armée, il reçoit une commission en tant que Cornette dans les Scots Greys. Il sert dans ce grade de 1739 à 1740. Il est commandant du 36e régiment en 1751 et est élu lieutenant-colonel du régiment le 4 janvier 1757 . Pendant la guerre de Sept Ans, il lève les Highlanders de Montgomerie. Le régiment se rend dans les colonies américaines en 1757 et Montgomerie est placé sous le commandement du général Amherst. Montgomerie et son régiment combattent avec George Washington et Henri Bouquet lors de l'expédition contre Fort Duquesne, en 1758,. En 1760, il commande une expédition contre les Cherokees pendant la Guerre anglo-cherokee. L'expédition de Montgomerie, qui comprenait 1 200 hommes, réussit sa mission, en détruisant plusieurs villages Cherokees, dont Estatoe. Il bat les Cherokees en 1760 lors de la bataille d'Etchocyte et les a encore une fois vaincus en 1761 lors de la bataille de War-Woman's Creek.
Entre 1767 et 1795, il est le colonel du 51e régiment de fantassins. Pendant son service avec le 51e, il combat dans les guerres de la Révolution française. Il gravit les échelons de l'armée britannique et est major général en 1772. Il est vice-amiral adjoint d'Irvine en 1777, dans le port d'Irvine, de Kelly Bridge à Troon Point. Il devient par la suite lieutenant général en 1777  et en 1793, il est nommé Général. De 1795 à 1796, Montgomerie est le colonel des Royal Scots Greys (2nd Dragoons).

## Carrière politique
Il est élu whig en 1761 et est élu à deux sièges. Il choisit d'abandonner Wigtown Burghs pour siéger à Ayrshire et siège à la Chambre des communes de 1761 à 1768. En 1761, Montgomerie devient un écuyer pour la reine Charlotte,,. Il est nommé gouverneur de Dumbarton Castle en 1764 et sous-chef des rangs de St. James's Park et Hyde Park en 1766 .

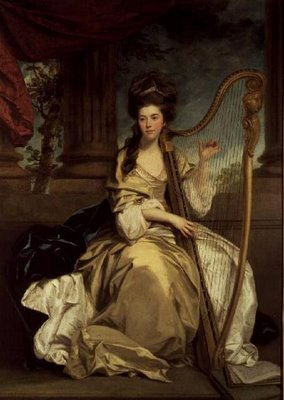
La première épouse de Montgomerie, Lady Jean (Jane) Lindsay.

Le 24 octobre 1769, le frère de Montgomerie, Alexander Montgomerie (10e comte d'Eglinton) est assassiné par Mungo Campbell, après une dispute sur le point de savoir si ce dernier pourrait porter des armes sur la propriété du dixième comte. Le 10e comte meurt tôt le matin du 25 octobre 1769 et Montgomerie hérite du comté.
Il est grand maître de la loge maçonnique de Mère Kilwinning de 1771 à 1796. Il est élu en 1776 parmi les seize représentants écossais représentatifs et est réélu en 1780, 1784 et 1790,. Il est nommé gouverneur du château d'Édimbourg en 1782 et exerce les fonctions de Lord Lieutenant du Ayrshire entre 1794 et 1796. Il est également le patron du poète Robert Burns ; Burns et Montgomerie restent en contact jusqu'à la mort de ce dernier.
Montgomerie meurt le 30 octobre 1796 au château d'Eglinton. Le comté passe à un cousin, Hugh Montgomerie (12e comte d'Eglinton) mais la majorité de la richesse d'Archibald Montgomerie va à sa fille Mary dont le fils devient finalement le 13e comte d'Eglinton.
Il y a un portrait de Montgomerie au château de Windsor. Il est offert à la famille par le roi Guillaume IV, mais le 13e comte décline. Il estime que c'était un honneur d'avoir un portrait de son grand-père au château de Windsor .

## Vie privée
Montgomerie se marie deux fois. D'abord avec Jean (Jane) Lindsay, fille de George Lindsay-Crawford, 21e comte de Crawford et de Jean Hamilton, le 30 mars 1772. Jean est décédé en 1778, sans enfants. Montgomerie épouse en secondes noces Frances Twysden, la fille de William Twysden, 6e baronnet et Mary Jervis, le 9 août 1783 et divorce le 6 février 1788 du fait de sa liaison avec Douglas Hamilton (8e duc de Hamilton) avec qui elle a une fille.
Frances et lui ont deux enfants:
1. Mary Montgomerie (5 mars 1787 - 12 juin 1848). Mary est mariée à Hugh Montgomerie. Leur fils, Archibald Montgomerie (13e comte d'Eglinton), finit par devenir comte. C’est par Marie que les lignées de la famille Montgomerie s’unirent, ce qui ramènerait le comté d’Eglinton à ses descendants[21].
2. Susanna Montgomerie (26 mai 1788 - 16 novembre 1805). Susanna est morte célibataire. Son vrai père était peut-être Douglas Hamilton[2],[5] .